# Піляшковиці-Перші
Піляшковиці-Перші (пол. Pilaszkowice Pierwsze) — село в Польщі, у гміні Рибчевиці Свідницького повіту Люблінського воєводства.
Населення — 314 осіб (2011).

## Демографія
Демографічна структура станом на 31 березня 2011 року:
|          | Загалом | Допрацездатний вік | Працездатний вік | Постпрацездатний вік |
| -------- | ------- | ------------------ | ---------------- | -------------------- |
| Чоловіки | 158     | 29                 | 104              | 25                   |
| Жінки    | 156     | 27                 | 67               | 62                   |
| Разом    | 314     | 56                 | 171              | 87                   |